# تحويل و تقليم والإضاءة
تحويل وتقليم والإضاءة (بالإنجليزية: Transform, clipping, and lighting T&L)‏ وهي صيغة تستخدم في رسوميات الحاسوب. وكلمة التحويل تعني
تحويل إحداثيات نماذج ثلاثية الأبعاد إلى إحداثيات ثنائية الأبعاد. وتعني كلمة تقليم هي عرض الرسوميات التي تكون في مجال نظر المشاهد. وتعني كلمة الإضاءة هي حساب النقات المضيءة في الواقع افتراضي وحساب أثرها على النماذج المجاورة لعرض هذه الآثار على شاشة الحاسوب.